# Pontlliw and Tircoed
Pontlliw and Tircoed (en anglais) ou Pont-lliw a Tircoed (en gallois) est une communauté de la cité et comté de Swansea, au pays de Galles.

## Géographie
La communauté de Pontlliw and Tircoed est située à quelques kilomètres au sud-est de la ville de Pontarddulais. Comme son nom l'indique, elle comprend les villages de Pontlliw / Pont-lliw et Tircoed (en).

## Démographie
Au recensement de 2011, la communauté de Pontlliw and Tircoed comptait 2 529 habitants.